# Béla III van Hongarije
Béla III van Hongarije (circa 1148 - 23 april 1196) was van 1172 tot 1196 koning van Hongarije. Hij behoorde tot het huis Árpáden.

## Vroege jaren
Béla was de jongste zoon van koning Géza II van Hongarije en Euphrosina van Kiev. Nog tijdens het leven van zijn vader kreeg Béla III een stuk grondgebied van zijn vader, vermoedelijk Dalmatië, Bosnië en Syrmië. 
In 1162 werd zijn oudere broer Stefanus III koning van Hongarije. Stefanus III werd als koning echter bestreden door zijn ooms: eerst Ladislaus II en daarna Stefanus IV. Ladislaus II en Stefanus IV werden gesteund door de Byzantijnse keizer Manuel I Komnenos, terwijl Béla III neutraal bleef. 
In het midden van het jaar 1163 slaagde Stefanus III erin om de Hongaarse troon te heroveren, waarop een vredesakkoord gesloten werd met keizer Manuel I Komnenos. Manuel I Komnenos zou de opponenten van Stefanus III niet meer steunen op voorwaarde dat hij de gebieden van Béla kreeg. Béla zelf werd naar Constantinopel gestuurd en de keizer beloofde dat Béla met zijn dochter Maria Komnena mocht trouwen. Toen Béla in Constantinopel arriveerde, werd deze verloving officieel gemaakt. In 1165 benoemde Manuel I Komnenos zijn dochter en Béla tot officiële troonopvolgers.
Het vredesverdrag tussen Stefanus III en Manuel I Komnenos werd in 1164, 1165 en 1167 driemaal geschonden. Uiteindelijk werden de Hongaarse troepen door de Byzantijnse troepen verslagen in de Slag bij Sirmium, waarna er opnieuw een vredesakkoord werd afgesloten. Hierbij moest Stefanus III definitief erkennen dat Dalmatië, Bosnië en Syrmië in handen bleven van het Byzantijnse Rijk.
In 1169 kreeg Manuel I Komnenos een zoon, Alexios II Komnenos genaamd. Hierdoor waren Béla en zijn verloofde Maria geen troonopvolgers meer, waarna Manuel I Komnenos de verloving verbrak. In de plaats huwde Béla in 1170 met Agnes van Châtillon, een schoonzus van Manuel I Komnenos. Ze kregen volgende kinderen:
- Emmerik (1174 - 1204), koning van Hongarije
- Margaretha (1175 - na 1223), huwde met keizer Isaäk II Angelos van het Byzantijnse Rijk en daarna met Bonifatius I van Monferrato
- Andreas II  (1176 - 1235), koning van Hongarije
- Salomo, jong gestorven
- Stefanus, jong gestorven
- Constance (1180 - 1240), huwde met koning Ottokar I van Bohemen

## Regeerperiode
In 1172 stierf Stefanus III, waarna Béla III door de Hongaarse adel tot koning van Hongarije verkozen werd. Niet iedereen was echter tevreden met deze verkiezing, omdat sommigen dachten dat de Oosters-orthodoxe kerk zo meer invloed zou verkrijgen in Hongarije. Zo weigerde de aartsbisschop van Estzergom Béla III te kronen, waardoor hij zich in januari 1173 moest laten kronen door de aartsbisschop van Kalocsa.
Omdat de tegenstanders van Béla III vonden dat zijn jongere broer Géza op de Hongaarse troon moest zitten, liet Béla III Géza gevangenzetten. In 1174 of 1175 kon Géza echter ontsnappen en vluchtte hij naar Oostenrijk. Nadat hertog Hendrik II weigerde om Géza terug naar Hongarije te sturen, hield Béla III samen met hertog Soběslav II van Bohemen enkele plundertochten door Oostenrijk. Uiteindelijk kon Soběslav II in 1177 Géza opnieuw arresteren, waarna hij uitgeleverd werd naar Hongarije. Ook liet Béla zijn moeder Euphrosina gevangenzetten, die een aanhanger van Géza was.
Als koning van Hongarije liet Béla heel wat cisterciënzerabdijen oprichten in Hongarije. Ook liet hij in Esztergom een nieuw koninklijk paleis en een nieuwe kathedraal bouwen. Ook besliste Béla in 1181 om een geschreven administratie op te richten, wat het begin zou betekenen van de Hongaarse bureaucratie.
In 1180 overleed keizer Manuel I Komnenos. De volgende jaren slaagde Béla erin om Dalmatië en Syrmië terug in handen te krijgen. In 1183 werd de zoon van Manuel I, Alexios II, echter in opdracht van zijn verre familielid Andronikos I Komnenos vermoord. Andronikos I Komnenos besteeg daarop de Byzantijnse troon, maar door zijn repressieve beleid vroegen de opponenten van Andronikos I Komnenos aan meerdere Europese vorsten, waaronder Béla III, om hem af te zetten.
Begin 1185 viel Béla effectief het Byzantijnse Rijk binnen. Nadat Andronikos I Komnenos in september afgezet werd en in het openbaar werd gelyncht, sloot Béla III samen met de nieuwe Byzantijnse keizer Isaäk II Angelos vrede. Zo huwelijkte Béla zijn dochter Margaretha uit aan keizer Isaäk II Angelos. Na de dood van zijn eerste vrouw hertrouwde Béla III zelf in 1186 met Margaretha van Frankrijk, zus van koning Filips II van Frankrijk. Dit huwelijk bleef echter kinderloos.
In 1188 bezette Béla III het vorstendom Galicië, waarna hij zijn zoon Andreas tot koning van Galicië benoemde. De vroegere vorst Vladimir Jaroslavitsj kon echter in 1190 met de hulp van groothertog Casimir II van Polen Galicië heroveren. In 1193 viel Béla Servië binnen. Nadat Isaäk II Angelos echter met oorlog dreigde, moest hij zijn troepen terugtrekken naar Hongarije. In 1194 schonk Béla III Dalmatië aan zijn zoon Emmerik.
Béla III wilde graag een kruistocht naar Palestina organiseren en leiden. Dit plan ging echter niet door omdat Béla in april 1196 ziek werd. Deze ziekte werd hem fataal, waarna hij begraven werd in de basiliek van Székesfehérvár.
- Bibsys: 90354588
- Bibliothèque nationale de France: cb11987447z (data)
- Gemeinsame Normdatei: 119277301
- International Standard Name Identifier: 0000 0000 7860 2555
- Library of Congress Control Number: n85326706
- Nationale Bibliotheek van Polen: a0000002050724
- Nederlandse Thesaurus van Auteursnamen: 07515823X
- Système universitaire de documentation: 027939391
- Virtual International Authority File: 163149066563565601431
- WorldCat: E39PCjBQjgB8BBbYFhT7H6gR8C